# فرودگاه کوتولا–لا شهرستان سل
فرودگاه کوتولا-لا سل کانتی (به انگلیسی: Cotulla-La Salle County Airport) یک فرودگاه همگانی بهره‌برداری هوایی با کد یاتا COT است که یک باند فرود آسفالت دارد و طول باند آن ۱۵۲۶ متر است. این فرودگاه در شهر کوتولا، تگزاس کشور ایالات متحده آمریکا قرار دارد و در ارتفاع ۱۴۴ متری از سطح دریا واقع شده است.